# 순환 참조

순환 참조를 그림으로 나타낸 예. 이 그림에서 붉은색이 순환 참조되는 관계를 나타낸다.

순환 참조(Circular reference)란, 참조하는 대상이 서로 물려 있어서 참조할 수 없게 되는 현상을 말한다.

## 예시
가장 가까운 예로, 마이크로소프트 엑셀에서
|   | A   | B   | C |
| - | --- | --- | - |
| 1 | =B1 | =A1 |   |
| 2 |     |     |   |

위와 같이 셀 내용을 입력하면 셀 A1은 수식 계산을 위해 셀 B1을 참조하고, 셀 B1은 수식 계산을 위해 셀 A1을 참조하게 된다. 이렇게 서로 참조를 하게 되면 끝이 없기 때문에 오류를 일으키게 된다.

## 같이 보기
- 순환인용
- 인과관계
- 정지 문제
- 콰인 (전산학)
- 후퇴 논증
- 자기언급